# Le follie di Topolino
Le follie di Topolino (Mickey's Follies) è un film del 1929 diretto da Ub Iwerks e Wilfred Jackson. È un cortometraggio animato della serie Mickey Mouse, prodotto dalla Walt Disney Productions e uscito negli Stati Uniti il 26 giugno 1929, distribuito dalla Celebrity Productions. Nel corto, Topolino e i suoi amici organizzano uno show nel cortile, in cui Topolino suona e canta il suo motivo conduttore. Il film non è stato doppiato in italiano.
Questo corto è il primo in cui Topolino canta, eseguendo "Minnie's Yoo-Hoo", la cui melodia viene ripresa come sigla di apertura per tutti i corti successivi della serie Mickey Mouse da Topolino pianista (1929) a Mickey's Steam Roller (1934). Un impiegato anonimo dello studio presta la voce a Topolino nel canto; agli esordi, Walt Disney non era ancora la voce esclusiva di Topolino.

## Trama
Gli animali nel cortile (fra cui Minni) stanno guardando una serie di brevi numeri di canto e danza eseguiti da altri animali, come le Ziegfeld Follies dell'epoca. Si inizia con Topolino che suona il pianoforte con altri animali. Seguono una serie di altri brevi numeri di danza e canto, dove appaiono, fra gli altri, delle anatre e dei polli danzanti e un maiale cantante. Infine Topolino fa un assolo del suo motivo conduttore, cantandolo realmente.

## Edizioni home video

### DVD
Il cortometraggio è incluso nel DVD Walt Disney Treasures: Topolino in bianco e nero.